# Distrito electoral local 1 de Yucatán
El Distrito electoral local 1 del Estado de Yucatán es uno de los 21 distritos electorales locales en los que se encuentra dividido el territorio del estado de Yucatán. Los habitantes de esta circunscripción electoral votan en las elecciones locales de la entidad para elegir a su representante que integrará un escaño el Congreso del Estado de Yucatán. Derivado de la redistritación electoral local de 2022, actualmente abarca parte de la zona centro y centro-poniente de la ciudad de Mérida, localidad del municipio homónimo. Está integrada por 100 secciones.  

## Naturaleza jurídica
La Constitución Política del Estado de Yucatán estipula en su artículo 20 párrafo primero lo siguiente:

El Congreso del Estado de Yucatán se compondrá de treinta y cinco diputadas y diputados, observando el principio de paridad de género conforme a las normas aplicables, que serán electos popularmente cada tres años, de los cuales, veintiuno serán electos por el principio de mayoría relativa y los restantes, por el de representación proporcional, mediante el procedimiento que la ley establezca. Por cada Diputada o Diputado propietario de mayoría relativa, se elegirá un suplente.

## Distritación actual
De acuerdo al Consejo General del Instituto Nacional Electoral, en el año 2022 se aprobó la redistritación electoral local del Estado de Yucatán. Lo anterior complementa una reforma que se realizó el mismo año a la Constitución de Yucatán, en la que aumentó el número de legisladores del congreso del Estado de 25 a 35 en total, siendo 21 de ellos electos por el principio de mayoría relativa. 
Actualmente, el distrito electoral local 1 abarca parte del municipio de Mérida, siendo su cabecera la ciudad homónima, mismo que surtirá efectos para las elecciones federales y elecciones estatales ambas a celebrarse el 2 de junio de 2024.

### Secciones electorales actuales
A partir de la redistritación del 2022, las secciones electorales que abarca el distrito 1 son las siguientes, dentro de la ciudad de Mérida:
| Municipio | Clave de municipio | Total de secciones | Secciones electorales |
| --------- | ------------------ | ------------------ | --- |
| Mérida    | 050                | 100                | 0309 a 0313, 0339 a 0352, 0365 a 0373, 0376 a 0380, 0387 a 0394, 0410, 0411, 0412, 0420 a 0426, 0460 a 0467, 0478, 0479, 0480, 0498, 0499, 0500, 0501, 0521 a 0524, 0540, 0541 y de 0582 a 0609. |

## Distritación del 2008

### Municipios
En la redistritación electoral local de 2008, el distrito electoral local I abarcó únicamente el municipio de Mérida, siendo su cabecera la ciudad homónima.

### Secciones
De acuerdo a la distritación del 2008, las secciones electorales que abarcó el distrito I son las siguientes:
| Municipio | Clave de municipio | Secciones electorales                                         |
| --------- | ------------------ | ------------------------------------------------------------- |
| Mérida    | 050                | 0362, 0397 al 0409, 0429 al 0458, 0481 al 0497 y 0506 al 0513 |

## Diputaciones por el distrito
Esta es la lista de las y los diputados que han representado al distrito electoral en las legislaturas del Congreso del Estado de Yucatán, desde el año 1998:
| Diputado                         | Grupo parlamentario | Legislatura | Periodo     |
| -------------------------------- | ------------------- | ----------- | ----------- |
| Vicente Flores Contreras         |                     | LV          | 1998 - 2001 |
| Fernando Castellanos Pacheco     |                     | LVI         | 2001 - 2004 |
| Silvia América López Escoffié    |                     | LVII        | 2004 - 2007 |
| Patricia del Socorro Gamboa Wong |                     | LVIII       | 2007 - 2010 |
| Víctor Edmundo Caballero Durán   |                     | LIX         | 2010 - 2012 |
| Francisco Alberto Torres Díaz    |                     | LX          | 2012 - 2015 |
| Daniel Jesús Granja Peniche      |                     | LXI         | 2015 - 2018 |
| Paulina Aurora Viana Gómez       |                     | LXII        | 2018 - 2021 |
| Jesús Efrén Pérez Ballote        |                     | LXIII       | 2021 - 2024 |